# Princess Virtue
Princess Virtue is een Amerikaanse dramafilm uit 1917 onder regie van Robert Z. Leonard.

## Verhaal
Graaf Oudoff trouwt met een rijke Amerikaanse weduwe en neemt haar en haar knappe dochter Lianne met zich mee naar Parijs. Na de dood van haar grootmoeder zal Lianne een groot vermogen erven. Daarom heeft elke op geld beluste edelman in Parijs zijn zinnen op haar gezet. Lianne wacht echter tot de prins op het witte paard haar pad kruist. Als haar neef Basil in opdracht van haar grootmoeder komt onderzoeken hoe ze eraan toe is, gelooft Lianne gelijk dat ze de ware jakob heeft gevonden.

## Rolverdeling
| Acteur            | Personage       |
| ----------------- | --------------- |
| Mae Murray        | Lianne Demarest |
| Lule Warrenton    | Clare Demarest  |
| Wheeler Oakman    | Basil Demarest  |
| Clarissa Selwynne | Gravin Oudoff   |
| Gretchen Lederer  | Juffrouw Sari   |
| Harry von Meter   | Graaf Oudoff    |
| Paul Nicholson    | Baron Strensky  |
| Jean Hersholt     | Emile Carre     |